# Why Not (canción de Yoko Ono)
«Why Not» (inglés: ¿Por qué no?) es la segunda canción del álbum Plastic Ono Band de la artista japonesa Yoko Ono. Es la pista más larga del lanzamiento original y, a diferencia de su antecesora, de ritmo más pausado.

## Composición
En contraposición con la acelerada "Why", esta composición es lenta, pausada y de larga extensión, bordeando los diez minutos de duración. La batería sobresale de entre todos los instrumentos, siendo acompañado por el bajo y las distorsiones de la guitarra de Lennon. Los gorjeos de Yoko también son más lentos, aunque con algunos altos y aceleraciones, sobre todo en el último minuto de la canción (donde también la guitarra acompaña la monotonía). La pieza termina con el sonido del paso de un tren.

## Personal
- Yoko Ono - voz
- John Lennon - guitarra
- Ringo Starr - batería
- Klaus Voormann - bajo

## Producción
- Yoko Ono - compositora, productora
- John Lennon - productor
- Phil McDonald, John Leckie - ingenieros